# Quadrivelocidade
A quadrivelocidade é uma grandeza vetorial associada com o movimento de uma partícula, utilizada no contexto da teoria da relatividade, que é tangente a trajetória dessa partícula no espaço-tempo tetradimensional que generaliza o conceito de velocidade da mecânica newtoniana.